# Elisabeth Zillken

Elisabeth Zillken

Elisabeth Zillken (* 8. Juli 1888 in Wallerfangen; † 28. November 1980 in Dortmund) war eine deutsche Politikerin (Zentrum und CDU).

## Leben und Beruf
Nach dem Besuch der Volksschule in Wallerfangen und der Höheren Handelsschule für Mädchen in Köln absolvierte Zillken, die römisch-katholischen Glaubens war, von 1906 bis 1908 ein Praktikum in einer Schmuckhandelsfirma in Mainz. Ein anschließendes Studium an der Handelshochschule Köln schloss sie als Diplom-Handelslehrerin ab.
Zillken, eine enge Mitarbeiterin von Agnes Neuhaus, war von 1916 bis 1932 Generalsekretärin des Katholischen Fürsorgevereins für Mädchen, Frauen und Kinder in Dortmund. Anna Zillken, ebenfalls eine enge Mitarbeiterin von Neuhaus, war ihre Schwester.

## Abgeordnete
Von 1919 bis 1933 war Elisabeth Zillken für das Zentrum Mitglied des Dortmunder Stadtrates. Ab 1930 bis 1933 gehörte sie als Mitglied der Zentrumsfraktion dem Reichstag an. Ab 1945 gehörte sie für die CDU dem Dortmunder Rat an; dort schied sie 1964 aus.
Sie war 1946/47 in den beiden Ernennungsperioden Mitglied des Landtags von Nordrhein-Westfalen.

## Ehrungen
- 1954: Verdienstkreuz am Bande der Bundesrepublik Deutschland
- 1956: Großes Verdienstkreuz der Bundesrepublik Deutschland